# CATL
Contemporary Amperex Technology Co., Limited (CATL) is een Chinese batterijfabrikant en technologiebedrijf dat in 2011 werd opgericht en gespecialiseerd is in de productie van lithium-ionbatterijen voor elektrische voertuigen en energieopslagsystemen, evenals batterijbeheersystemen (BMS). CATL is de grootste fabrikant van elektrische voertuigen en energieopslagbatterijen ter wereld, met een wereldwijd marktaandeel van respectievelijk ongeveer 37% en 40% in 2023. Het hoofdkantoor is gevestigd in Ningde, provincie Fujian.

## Geschiedenis
CATL werd opgericht in Ningde, wat ook blijkt uit de Chinese naam (宁德时代 'Ningde-tijdperk'). Het bedrijf begon als een spin-off van Amperex Technology Limited (ATL), een eerder bedrijf dat in 1999 door Robin Zeng werd opgericht. ATL produceerde aanvankelijk batterijen voor draagbare apparaten op basis van gelicentieerde technologie. In 2005 werd ATL overgenomen door het Japanse bedrijf TDK, maar Zeng bleef manager bij ATL.
Terwijl de Chinese overheid in 2009 begon met het subsidiëren van elektrische voertuigen, had ATL een R&D-afdeling voor batterijen voor elektrische voertuigen opgezet. In 2011 heeft een groep Chinese investeerders, onder leiding van Zeng en vicevoorzitter Huang Shilin, de EV-batterijactiviteiten van ATL afgesplitst in het nieuwe bedrijf CATL, nadat ze een belang van 85% hadden verworven. De voormalige moedermaatschappij TDK behield tot 2015 haar belang van 15% in CATL. Zeng heeft managementstijlen van TDK en Huawei op zijn bedrijf toegepast.

### 2011–2021
Te midden van de opkomst van elektrische voertuigen groeide CATL gestaag uit tot een van de toonaangevende leveranciers van batterijen ter wereld, dankzij de vroege investeringen in batterijtechnologieën voor elektrische voertuigen en de overheidssubsidie voor de batterij-industrie. In 2011 eiste China dat buitenlandse autofabrikanten cruciale technologie overdroegen aan binnenlandse bedrijven om subsidies te ontvangen voor elektrische voertuigen. In 2012 ging CATL een samenwerking aan met BMW Brilliance, haar eerste grote klant. 
China's dominante positie in de toeleveringsketen voor de productie van batterijen, met inbegrip van de controle over zeldzame aardmetalen, vormde een ideale basis voor Chinese bedrijven als CATL om zich te ontdoen van het monopolie van westerse technologie. Het begon met het leveren van componenten aan de toeleveringsketens van Europese en Amerikaanse autofabrikanten, terwijl het concurreerde met Panasonic en LG Chemical.
In 2016 was CATL de op twee na grootste leverancier ter wereld van accu's voor elektrische voertuigen, hybride voertuigen en plug-inhybrides, na Panasonic (Sanyo) en BYD. In 2017 bereikte de verkoop van batterijsystemen van CATL 11,84 GWh, waarmee het voor het eerst wereldwijd de leiding nam.
In januari 2017 kondigde CATL een strategische samenwerking aan met Valmet Automotive, met de focus op projectmanagement, engineering en levering van accupakketten. CATL heeft een belang van 22% verworven in Valmet Automotive.
In juni 2018 ging CATL naar de beurs van Shenzhen.
BMW kondigde in 2018 aan dat het voor €4 miljard aan batterijen van CATL zou kopen voor gebruik in de elektrische MINI- en iNext-voertuigen. In hetzelfde jaar kondigde CATL aan dat het een nieuwe batterijfabriek zou vestigen in Arnstadt, Thüringen, Duitsland.
In juni 2020 maakte Zeng Yuqun bekend dat het bedrijf een batterij voor elektrische voertuigen (EV's) had ontwikkeld met een levensduur van 1,6 miljoen kilometer.
In 2021 onthulde het bedrijf een natrium-ion-accu voor de automobielmarkt. Er is een recyclingfaciliteit voor batterijen gepland om een deel van de materialen terug te winnen. CATL bleef ook investeren in kobaltbatterijen en verwierf een belang van bijna 25% in de Kisanfu-kobaltmijn van Congo-Kinshasa, een van de grootste kobaltbronnen ter wereld.

### 2022–heden

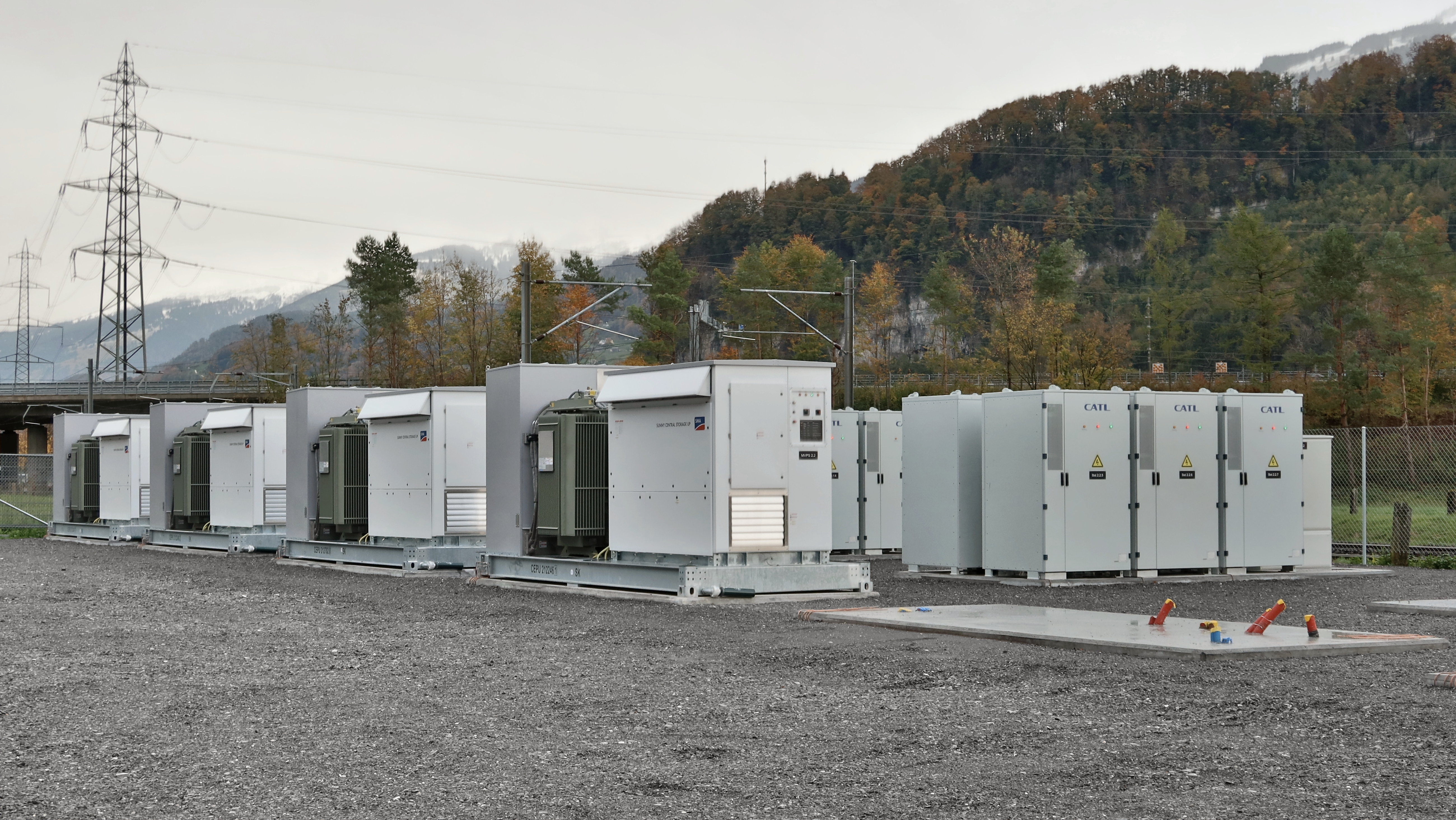
Batterijopslagoplossingen geleverd aan een nutsbedrijf in Zwitserland.

Volgens onderzoek van SNE stond CATL in de eerste helft van 2022 op de eerste plaats in de wereld met een marktaandeel van 34 procent. Hun productielocatie in Yibin is gecertificeerd als 's werelds eerste fabriek voor batterijen met een nuluitstoot van koolstof.
In juli 2022 kondigde Ford aan dat het batterijen van CATL zou kopen voor gebruik in de Ford Mustang Mach-E en de Ford F-150 Lightning-modellen, wat vervolgens tot zorgen leidde bij het Amerikaanse Huiscomité voor Strategische Concurrentie tussen de Verenigde Staten en de Chinese Communistische Partij. In oktober breidde CATL zijn overeenkomst met VinFast uit om een skateboardchassis te leveren en "de mondiale voetafdruk te vergroten".
Op 12 augustus 2022 kondigde CATL de opening van haar tweede Europese batterijfabriek in Hongarije aan.
In 2023 ontving CATL het equivalent van 790 miljoen dollar aan staatssubsidies. Datzelfde jaar introduceerde CATL zijn M3P-batterij, die een 15% hogere energiedichtheid biedt tot 210 Wh/kg. De batterij vervangt het ijzer in de lithium-ijzerfosfaatbatterij door een combinatie van magnesium, zink en aluminium.
Later dat jaar kondigde het bedrijf zijn Shenxing LFP-batterij aan. De kathode van Shenxing LFP is volledig nano-gekristalliseerd, wat de ionenbeweging en de reactie op laadsignalen versnelt. De tweede generatie snelle ionenringtechnologie van de anode vergroot het aantal intercalatiekanalen en verkort de intercalatieafstand. De formule met supergeleidende elektrolyt verlaagt de viscositeit en verbetert de geleidbaarheid. Een nieuwe scheidingsfolie vermindert de weerstand. 
Bij kamertemperatuur kan Shenxing in 10 minuten opladen van 0 tot 80% en bij -10°C in slechts 30 minuten. De veiligheid wordt vergroot door het gebruik van een veilige coating voor het elektrolyt en de separator. Een real-time fouttestsysteem maakt veilig en snel tanken mogelijk. 
Ford kondigde een batterijfabriek aan voor 2.500 werknemers in Marshall, die gebruikmaakt van CATL-technologie. De fabriek zou een dochteronderneming van Ford worden. Als de batterijen in eigen land zouden worden geproduceerd, zouden Ford-klanten toegang krijgen tot federale subsidies. Het project werd stopgezet nadat wetgevers de belastingvoordelen in twijfel trokken.
In november 2023 hebben CATL en Stellantis aangekondigd dat zij de mogelijkheid overwegen van een gezamenlijke investering in de vorm van een joint venture met gelijkwaardige bijdragen.

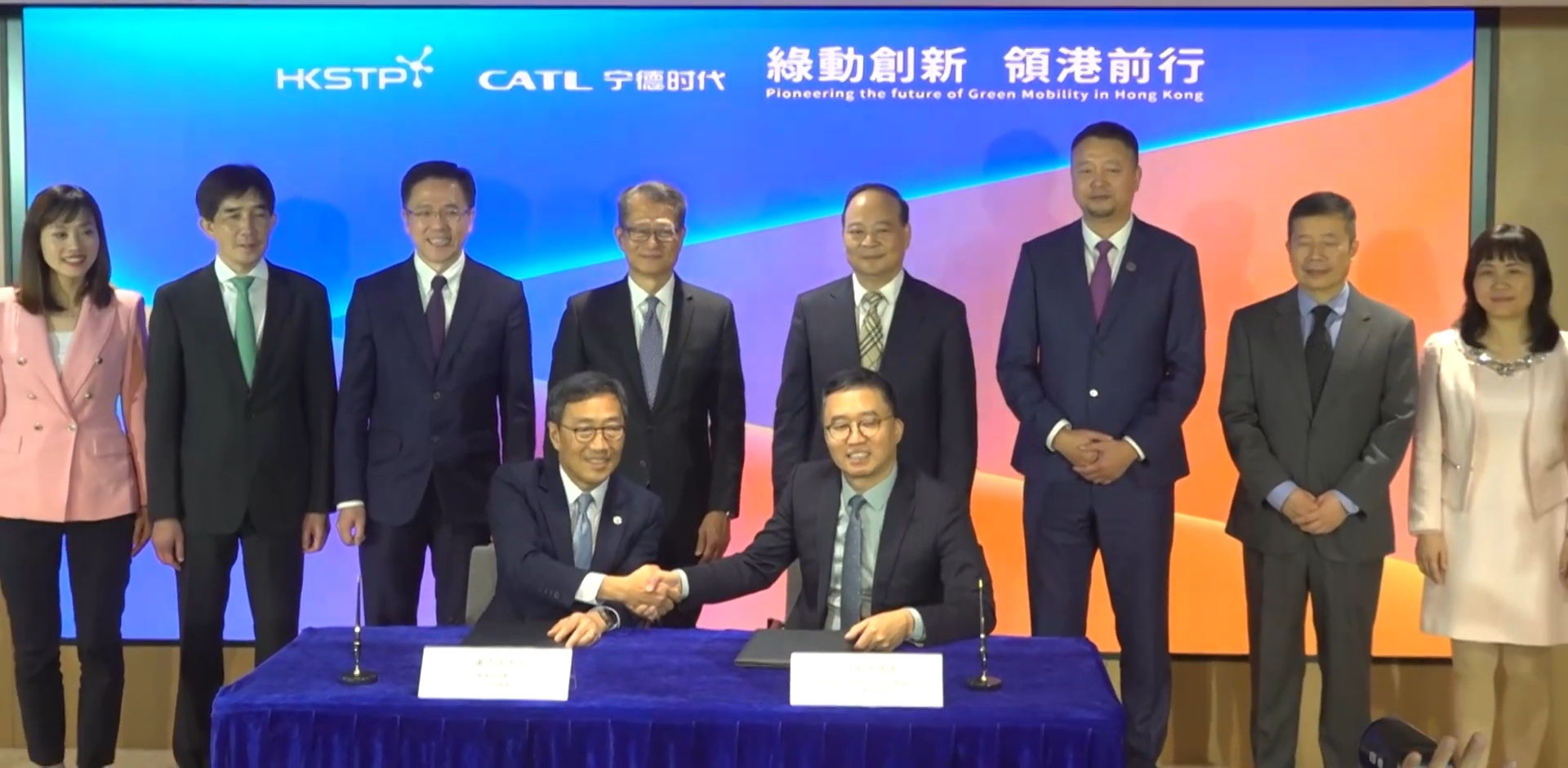
CATL tekent een memorandum met HKSTP

Op 7 december 2023 ondertekenden CATL en Hong Kong Science and Technology Parks Corporation (HKSTP) een intentieverklaring om een CATL-onderzoekscentrum op te richten bij de HKSTP, met een investering van ruim 1,2 miljard Hongkongse dollar.
In 2023 werd het aantal octrooiaanvragen dat CATL volgens het PCT-systeem heeft gepubliceerd, in de jaarlijkse PCT-review van de Wereldorganisatie voor de Intellectuele Eigendom gerangschikt op de 8e plaats in de wereld, met 1.799 octrooiaanvragen die in 2023 zijn gepubliceerd.
In april 2024 kondigde CATL Tener aan, een grootschalig stationair energieopslagsysteem. Er wordt beweerd dat de installatie volledig veilig is, dat er over een periode van vijf jaar geen degradatie optreedt en dat elke eenheid een capaciteit van 6,25 MWh heeft. Het omvat biomimetische SEI (solid electrolyte interphase) en zelfgeassembleerde elektrolyttechnologieën.
In augustus 2024 vroegen de Amerikaanse wetgevers Marco Rubio en John Moolenaar aan minister van Defensie Lloyd Austin om CATL toe te voegen aan een lijst van bedrijven die geen Amerikaanse militaire contracten mogen ontvangen.
Vanaf september 2024 is CATL de grootste ontvanger van Chinese bedrijfssubsidies, een positie die het sinds 2023 heeft behouden.
In december 2024 maakte CATL aan zijn leveranciers bekend bereid te zijn hen financiële steun te verlenen om de technologische innovatie op het gebied van batterijmaterialen en -apparatuur te versnellen. 
Op 12 december 2024 werd gemeld dat CATL met Stellantis een joint venture zal aangaan om een grootschalige lithium-ijzerfosfaatbatterijfabriek te bouwen in Zaragoza, een investering ter waarde van € 4,1 miljard. Er wordt verwacht dat dit 50-50-partnerschap in 2026 met de productie van batterijen zal beginnen, met een capaciteit van 50 GWh.
Op 7 januari 2025 voegde het Amerikaanse ministerie van Defensie CATL en Tencent toe aan zijn lijst van "Chinese militaire bedrijven".
Op 11 februari 2025 diende CATL een aanvraag in voor een tweede notering op de Hong Kong Stock Exchange, met als doel meer dan 5 miljard dollar op te halen om internationale expansieplannen te financieren, waaronder projecten in Hongarije, Spanje en Indonesië. Tot de belangrijkste investeerders behoorden Sinopec, de Kuwait Investment Authority, Hillhouse Investment, Oaktree Capital Management en een investeringsfonds van de familie Agnelli.

## Fabrieken
CATL exploiteert wereldwijd dertien batterijproductielocaties, namelijk in:
- Guiyang, China
- Jining, China
- Liyang, China
- Luoyang, China
- Ningde, China
- Nanhui New City, China
- Xiamen, China
- Xining, China
- Yibin, China
- Yichun, China
- Zhaoqing, China
- Erfurt, Duitsland
- Debrecen, Hongarije

## Veiligheidszorgen
In december 2023 heeft Duke Energy de CATL-batterijen losgekoppeld van de Marine Corps Base Camp Lejeune vanwege zorgen over de veiligheid. CATL noemde de beschuldigingen dat zijn batterijen een spionagedreiging vormden "vals en misleidend". De National Defense Authorization Act voor het begrotingsjaar 2024 verbood de Amerikaanse defensiefinanciering voor CATL-producten.
In juni 2024 heeft een groep Amerikaanse wetgevers het Amerikaanse ministerie van Binnenlandse Veiligheid gevraagd om CATL toe te voegen aan de lijst met verboden importproducten onder de Uyghur Forced Labor Prevention Act. CATL heeft in een verklaring gezegd dat de beschuldigingen tegen haar “ongegrond en volkomen onjuist” waren en dat zij zich aan de toepasselijke wetten en regels hield. In april 2025 verzocht het Huiscomité van de Verenigde Staten voor strategische concurrentie tussen de Verenigde Staten en de Chinese Communistische Partij JPMorgan Chase en Bank of America zich terug te trekken uit de samenwerking met CATL's beursgang in Hong Kong.